# Northampton (Nova York)
Northampton és una població dels Estats Units a l'estat de Nova York. Segons el cens del 2000 tenia 468 habitants.

## Demografia
Segons el cens del 2000, Northampton tenia 468 habitants, 158 habitatges, i 121 famílies. La densitat de població era de 19,9 habitants per km².
Dels 158 habitatges en un 38% hi vivien nens de menys de 18 anys, en un 48,7% hi vivien parelles casades, en un 20,9% dones solteres, i en un 23,4% no eren unitats familiars. En el 20,3% dels habitatges hi vivien persones soles el 5,7% de les quals corresponia a persones de 65 anys o més que vivien soles. El nombre mitjà de persones vivint en cada habitatge era de 2,96 i el nombre mitjà de persones que vivien en cada família era de 3,31.
Per edats la població es repartia de la següent manera: un 29,3% tenia menys de 18 anys, un 9,6% entre 18 i 24, un 30,3% entre 25 i 44, un 20,9% de 45 a 60 i un 9,8% 65 anys o més.
L'edat mediana era de 34 anys. Per cada 100 dones de 18 o més anys hi havia 82,9 homes.
La renda mediana per habitatge era de 47.500 $ i la renda mediana per família de 35.893 $. Els homes tenien una renda mediana de 32.292 $ mentre que les dones 30.956 $. La renda per capita de la població era de 23.660 $. Entorn del 6,6% de les famílies i el 9% de la població estaven per davall del llindar de pobresa.